# 党員
党員（とういん）は、政党に所属する者、すなわち政党の構成員である。政党に対して入党申請を行い、認められれば党員としての資格を発生する。
党員になることを「入党」（にゅうとう）と呼び、党員自らの意思で党員を辞めることを「離党」（りとう）と呼ぶ（退党とは言わない）。
また、離党したものが再び党員となることを「復党」（ふくとう）という。

## 概要

### 権利と義務
党員の権利・義務と活動は政党により違いが大きいが、党の意思決定に参加でき（部分を含む）、党内選挙権があり、選挙活動を行うことは概ね共通する。
党員は党の収入源となる「党費」を納入する義務がある。会議を初めとする政党の諸行事に参加することができ、党役員選挙などの党内選挙権・被選挙権を有する。
公職選挙では政党が決定した公認・推薦・支持候補者を支援する義務を負い、対立する候補者を支援した場合、懲罰の対象となる（処分内容は党によって異なるが除名されることが多い）。政党が公認候補として立候補させる人物は党員であることが原則で、党外から擁立する場合は入党させる。
複数の政党の党員であること（重党籍）を禁じる政党と、そうでない政党がある。政党助成法第5条第2項第3号や政党法人格付与法第5条第2項第3号では、政党助成金を申請する政党は所属国会議員が政党助成金を申請する他政党に所属している者として記載されていないことを誓う旨の宣誓書を提出することが規定されており、国会議員は政党助成金を申請する複数の政党について同時に党員になれないことが前提となっている。
党員であることを証明する書類（党員証等）を交付している政党が多い。党員は党の制度に拠り居住地域又は職場等において党の地方組織（支部、グループ、班など）を結成する場合が多く、党首や国会議員でもない限り、本部に直接属さず地方組織に所属する場合が多い。政党の組織については政党を参照のこと。

### 党員と活動規模
党員数は当該政党の組織規模のみを表し、議会に於ける党勢力とは必ずしも一致しない。活動を停止している党員が除籍されずに存在できる事例があるため、党員数が実働者数とも限らない。
政党の持つ思想・政策綱領や政策路線を支持する立場から、市民が自発的・自覚的に入党することが民主主義国の政党政治の上では原則とされる一方、与党利権に絡んだ私欲で入党したり、名義貸しによる集団入党が行われる政党も存在し、日本で発生したKSD事件では実体のない党員（幽霊党員）とその党費肩代わりが問題となった。
業界団体の政治組織がそのまま政党支部になっている例（日本の場合自民党の職域支部になっている例が非常に多い）もあり、日本歯科医師連盟は自民党へのヤミ献金事件まで引き起こすなど、入党や党組織のあり方取り分け金権政治体質が問われる例もある。
また、党首の選出において党員が投票できる政党では、候補陣営が自票の数を増やすために党外の支持者を多数入党させることが見られる。韓国では2012年、統合進歩党の党内選挙において幽霊党員問題と絡んで代理投票などの不正行為が問題になった。
中には国会議員、都道府県議会議員、市区町村議会議員、それらの候補者のみによる結党（政党を結成すること）によって幹部政党の性格が強いために、広く一般市民により組織されていない政党も存在する。そうした政党には入党資格を限定している事例がある（改革クラブ、無所属の会、保守（新）党、新党日本、新党改革、（旧）立憲民主党（2017年の党結成から2020年6月まで）、れいわ新選組など）。
大衆政党である日本の政党においても、入党資格を日本国民に限定する党とそうでない党がある。自由民主党・立憲民主党・国民民主党・日本維新の会・日本共産党への一般の党員としての入党においては日本国籍を有する必要があるが、公明党・社会民主党への一般の党員としての入党においては日本国籍を有する必要はない。党員としては日本国籍を要する政党であっても、準党員（党友・サポーターなど）としての加入は日本国籍を要しない場合もある。
ソ連型社会主義国家やナチス・ドイツにおいては、支配政党の党員となることは国家のエリートとなることであったため、人民に奉仕するというそれらの政党本来の趣旨よりも人民を支配する特権階級（前者の場合は共産貴族）になることを実際の動機とした入党が普通に存在した。したがってデータ上の組織規模が大きくなりやすかった。

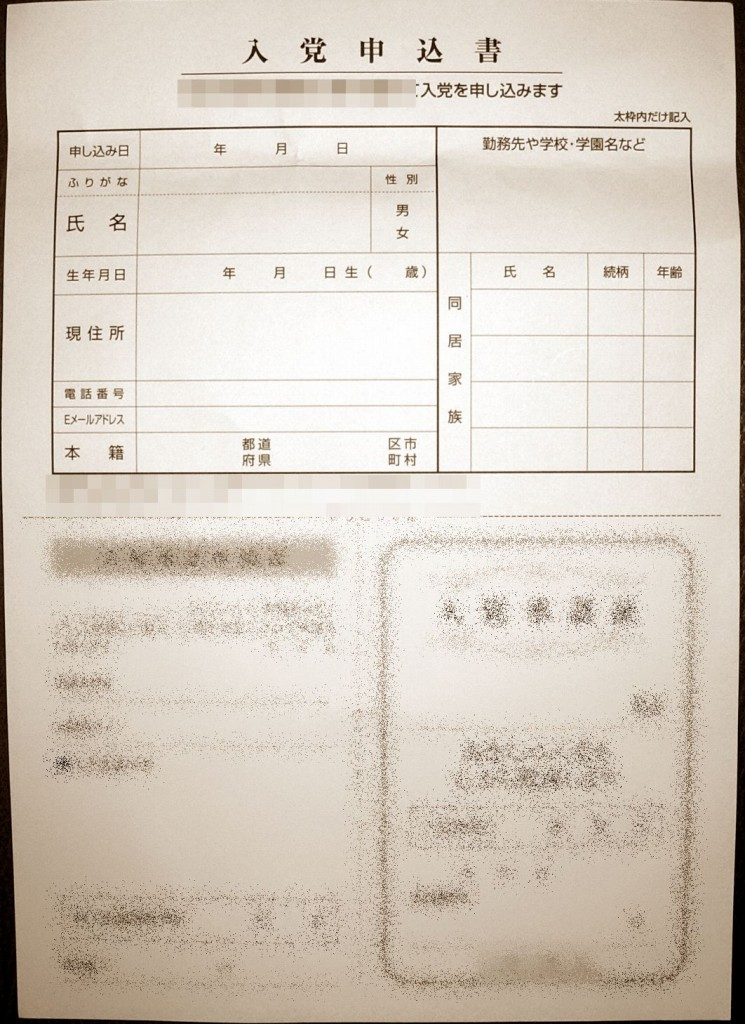
日本共産党の入党申込書（「入党承認証」は共産党特有）
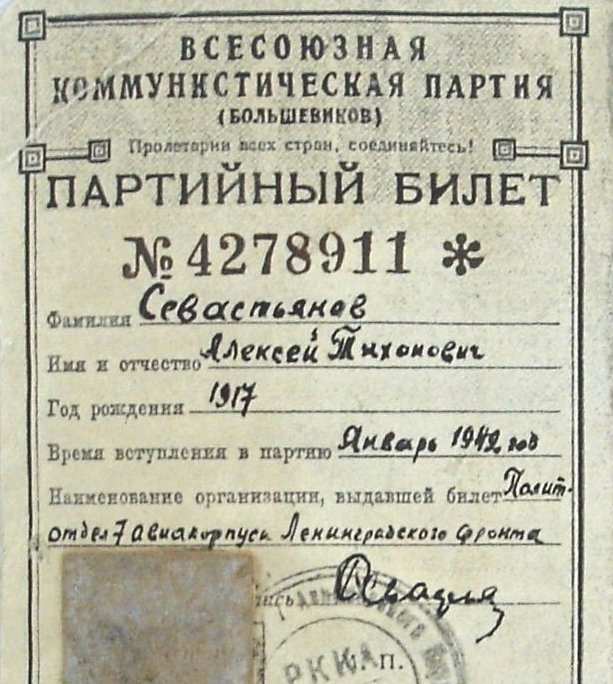
ソ連共産党党員証
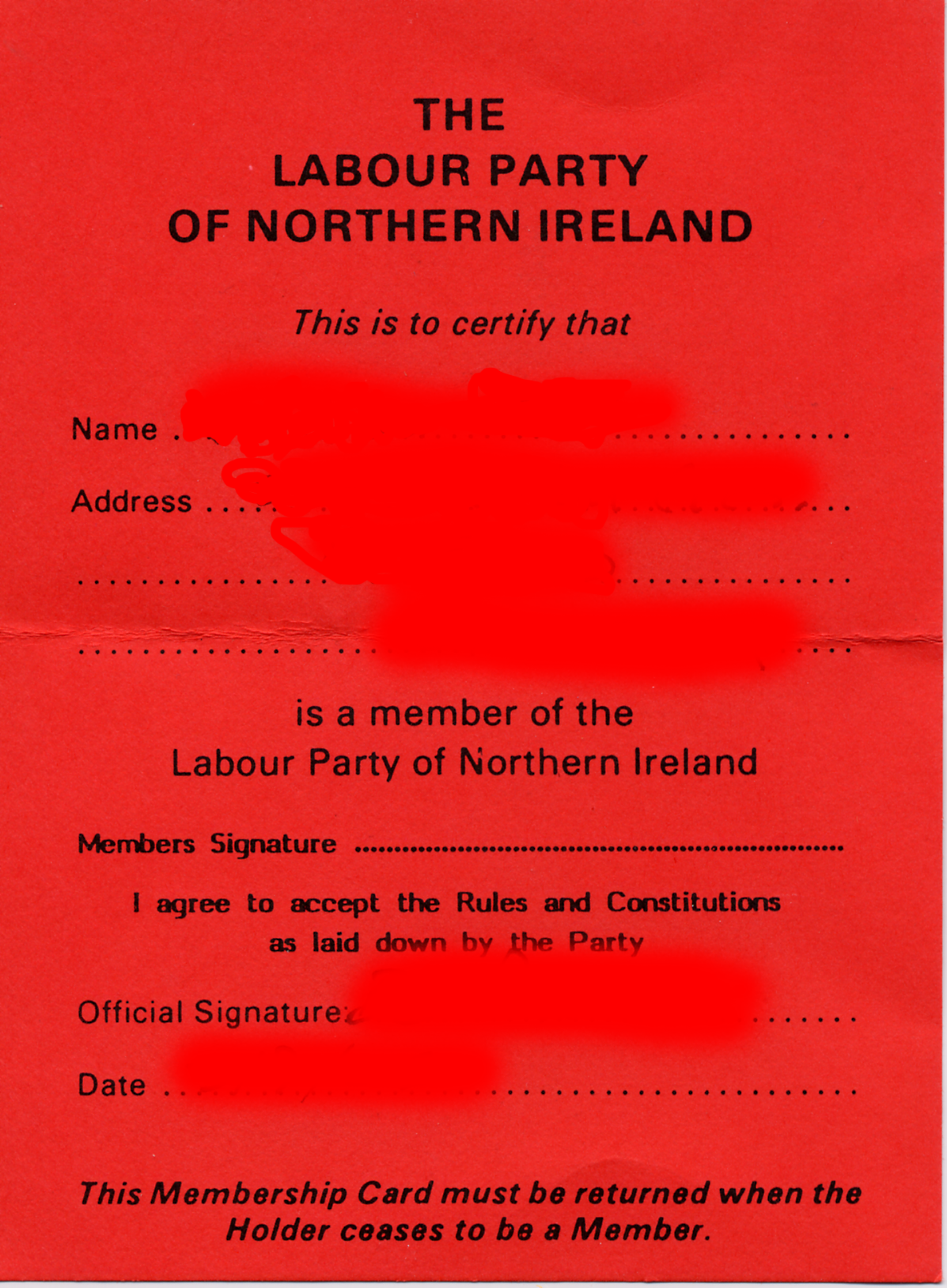
北アイルランド労働党党員証

### 資格停止
政党において反党行為があった場合に行われる処分として「党員資格停止」というものがある。
主に党所属国会議員に対する処分として注目される。政党に留まることができ党員としての義務（党費の納入や党議拘束など）も課せられるものの、政党内において一定期間、もしくは無期限に役職就任権や党の議決における投票権などを凍結される。
政党支部長としての資金交付も止まるなど政治活動は大きく制限される。

#### 例
党員資格停止には以下の例がある。
- 2002年 - 自由民主党の田中真紀子（2年、給与の横領疑惑で元秘書に告発されたため（のちに不起訴））
- 2005年 - 自由民主党の宮本一三（1年、参議院選挙に無所属で立候補したため）
- 2005年 - 自由民主党の田中直紀、中川義雄（1年、郵政民営化法案の採決で党議拘束に反して反対したため）[12]
- 2006年 - 民主党の永田寿康（6カ月、当人が追及した堀江メール問題が誤りだったため）
- 2008年 - 民主党の木俣佳丈（1か月、日銀総裁の同意人事案で党議拘束に反して賛成したため）[13]
- 2008年 - 民主党の渡辺秀央、大江康弘（3か月、道路財政特別措置法の採決で党議拘束に反して賛成したため）
- 2011年 - 民主党の小沢一郎（裁判の判決確定まで、陸山会事件により強制起訴されたため（のちに無罪判決））
- 2011年 - 民主党の渡辺浩一郎（6カ月、2011年度予算案など複数の採決に欠席したため）
- 2011年 - 民主党の田中真紀子・内山晃・太田和美・岡島一正・川島智太郎・笠原多見子・三輪信昭（3か月、菅内閣不信任決議案（菅おろし）で党議拘束に反して棄権したため）
- 2012年 - 鳩山由紀夫、石山敬貴、加藤学、川内博史、熊田篤嗣、 小泉俊明、小林興起、階猛、橘秀徳、辻恵、 中川治、中津川博郷、橋本勉、初鹿明博、 福島伸享、福田衣里子、松野頼久、山田正彦、水野智彦（鳩山は6か月（後に3か月に短縮[14]）・他は2か月、消費増税法案の採決で党議拘束に反して反対したため）[15]
- 2013年 - 民主党の菅直人（3か月、党の公認を取り消された大河原雅子の応援を行ったため）
- 2013年 - 日本維新の会のアントニオ猪木（50日、参議院の許可を得ずに訪朝したため）[16]
- 2017年 - 立憲民主党の青山雅幸（無期限、女性秘書にセクシャルハラスメントを行った疑いのため（のちに秘書と和解））
- 2021年 - 日本維新の会の森夏枝（3か月、公職選挙法違反にあたる可能性のある行為を行ったため）
- 2021年 - 自民党の山崎拓（1年、立憲民主党の辻元清美の応援演説をしたため）[17]
- 2023年 - 日本維新の会の梅村みずほ（6カ月、ウィシュマさん死亡事件について不適切とされる発言を行ったため）[18]
- 2024年 - 自民党の下村博文、西村康稔、高木毅（下村と西村は1年・高木は6カ月、政治資金パーティー収入の裏金問題で安倍派の幹部だったため）[19]
- 2024年 - 立憲民主党の梅谷守（1か月、公職選挙法違反にあたる可能性のある行為を行ったため）[20]
- 2024年 - 日本維新の会の足立康史（6カ月、党内批判を繰り返したため）[21]
- 2025年 - 国民民主党の平岩征樹（無期限、女性問題）

## 注
1. ↑  村上元労相に実刑 KSD事件 自民買収の案内役（2003年5月21日しんぶん赤旗）
2. ↑  党員は国会議員と地方議員に限定されている。ただし、準党員制度として「パートナーズ」がある。
“立憲民主、支持層開拓へ新制度　「パートナーズ」の意見、政策に反映”. 日本経済新聞. (2018年1月24日)
3. ↑  “入党すれば投票資格 初の代表選に向け立憲が党員募集中：朝日新聞デジタル”. 朝日新聞デジタル (2020年7月10日). 2024年6月1日閲覧。
4. ↑  “立憲民主党 党員募集 - 立憲民主党”.   立憲民主党 (2020年7月11日). 2024年6月1日閲覧。
5. ↑  “入党 | 参加しよう”. 自由民主党. 2024年6月1日閲覧。
6. ↑  立憲民主党. “党員・協力党員（サポーターズ） 申し込み”. 立憲民主党. 2024年6月1日閲覧。
7. ↑  “特別党員・党員・サポーター”. 新・国民民主党 - つくろう、新しい答え。 (2020年10月20日). 2024年6月1日閲覧。
8. ↑  “一般党員募集｜日本維新の会について｜日本維新の会”. 日本維新の会. 2024年6月1日閲覧。
9. ↑  “入党のよびかけ｜党紹介│日本共産党中央委員会”. 日本共産党. 2024年6月1日閲覧。
10. ↑  “公明党の素朴な疑問”. 公明党. 2024年6月1日閲覧。
11. ↑  “社会民主党党則”. 社民党 SDP Japan. 2024年6月1日閲覧。
12. ↑  “自民党 議員ら50人の処分決定”. ライブドアニュース. 2024年6月1日閲覧。
13. ↑  “菅政権、展望なお開けず 「16人処分」・関連法案など…”. 日本経済新聞 (2011年3月1日). 2024年6月1日閲覧。
14. ↑  “asahi.com（朝日新聞社）：鳩山元首相の党員資格停止、３カ月に短縮　民主 - 民主政権”. www.asahi.com. 2024年6月1日閲覧。
15. ↑  “民主、苦肉の処分使い分け 衆院37人除名 鳩山氏にも厳しく 離党拡大防止へ残留組には甘く”. 日本経済新聞 (2012年7月4日). 2024年6月1日閲覧。
16. ↑  “猪木氏、党員資格50日停止 維新が処分決定”. 日本経済新聞 (2013年11月12日). 2024年6月1日閲覧。
17. ↑  日本放送協会. “辻元清美氏を応援 山崎拓氏を1年間党員資格停止処分 自民”. NHK政治マガジン. 2024年6月1日閲覧。
18. ↑  “維新、梅村みずほ氏を党員資格6カ月停止 国会質疑巡り”. 日本経済新聞 (2023年5月26日). 2024年6月1日閲覧。
19. ↑  “党紀委員会が国会議員ら39人の処分を決定 | お知らせ | ニュース”. 自由民主党. 2024年6月1日閲覧。
20. ↑  日本放送協会 (2024年5月29日). “立民 梅谷衆院議員 1か月間の党員資格停止 選挙区で日本酒配布 | NHK”. NHKニュース. 2024年6月1日閲覧。
21. ↑  日本テレビ. “【速報】日本維新の会 大阪9区の足立康史衆院議員を「党員資格停止6か月」の処分 選挙期間中の党内批判で｜日テレNEWS NNN”. 日テレNEWS NNN. 2024年6月1日閲覧。